# Jorge González Rojo
Jorge González Rojo (Gijón, Asturias, 29 de abril de 1988), más conocido como "Astu" González, es un entrenador de fútbol y director deportivo español, que actualmente es director deportivo del Real Avilés Club de Fútbol en la Segunda Federación.

## Trayectoria
Astu inició su carrera como entrenador en la temporada 2005-06, dirigiendo a la Unión Deportiva Santa Marta de la Primera Regional, donde trabajaría durante 7 temporadas.
En la temporadas 2012-13, se hace cargo del Ciudad Rodrigo Club de Fútbol de la Primera División Regional Aficionados de Castilla y León.
En septiembre de 2014, se convierte en entrenador del Unionistas de Salamanca Club de Fútbol, club recién inscrito en la Primera División Provincial Aficionados de Castilla y León.
Con el Unionistas de Salamanca Club de Fútbol lograría dos ascensos consecutivos, en la primera temporada logra el ascenso a la Primera División Regional Aficionados de Castilla y León y en la temporada 2015-16, logra el ascenso a la Tercera División de España.
En la temporada 2016-17, acabaría en tercera posición del Grupo VIII de la Tercera División de España, cayendo eliminado en los play-offs de ascenso por el Club Deportivo Olímpic.
En la temporada 2017-18, tras ser campeón del Grupo VIII de la Tercera División de España, necesitaría dos eliminatorias para conseguir el ascenso a la Segunda División B de España. Pese a conseguir el ascenso, Astu no continuaría al frente del club salmantino.
El 28 de diciembre de 2018, firma como entrenador del Unión Adarve de la Segunda División B de España, al que dirigiría hasta abril de 2019.
En julio de 2019, firma como secretario técnico del Club Deportivo Guijuelo de la Segunda División B de España, donde trabaja durante dos temporadas, tras ser cesado por el descenso a la Tercera División de España.
En la temporada 2021-22, firma como director deportivo del Real Avilés Club de Fútbol en la Segunda Federación.
El 8 de diciembre de 2021, tras la destitución del entrenador Chiqui de Paz, Astu se hace cargo del banquillo del Real Avilés Club de Fútbol en la Segunda Federación. Astu dirigiría al conjunto avilesino hasta el 27 de marzo de 2022, cuando se hace oficial la llegada de Emilio Cañedo, volviendo exclusivamente a la parcela deportiva.

## Clubes
| Club                                            | País   | Año       |
| ----------------------------------------------- | ------ | --------- |
| Unión Deportiva Santa Marta                     | España | 2005-2012 |
| Ciudad Rodrigo Club de Fútbol                   | España | 2012-2013 |
| Unionistas de Salamanca Club de Fútbol          | España | 2014-2018 |
| Unión Adarve                                    | España | 2019      |
| CD Guijuelo (Secretario Técnico)                | España | 2019-2021 |
| Real Avilés Club de Fútbol (Director Deportivo) | España | 2021-     |
| Real Avilés Club de Fútbol                      | España | 2021-2022 |